# Joel Ward
Joel Edward Philip Ward (Portsmouth, Inglaterra, 29 de octubre de 1989) es un futbolista británico que juega como defensor y se encuentra sin equipo tras abandonar el Crystal Palace F. C.

## Clubes
| Club                 | País       | Año       |
| -------------------- | ---------- | --------- |
| Portsmouth F. C.     | Inglaterra | 2006-2008 |
| AFC Bournemouth      | Inglaterra | 2008-2009 |
| Portsmouth F. C.     | Inglaterra | 2009-2012 |
| Crystal Palace F. C. | Inglaterra | 2012-2025 |

## Palmarés

### Títulos nacionales
| Título | Club                 | País       | Año  |
| ------ | -------------------- | ---------- | ---- |
| FA Cup | Crystal Palace F. C. | Inglaterra | 2025 |